# Shinobu Ito
Shinobu Ito (født 7. maj 1983) er en tidligere japansk fodboldspiller.
Han har spillet for flere forskellige klubber i sin karriere, herunder Cerezo Osaka og Mito HollyHock.